# 紫晶蟒
紫晶蟒（學名：Morelia amethistina），亦稱冠叢莫瑞蟒、水晶蟒、澳洲灌木蟒或簡單只叫灌木蟒，是蛇亞目蟒科樹蟒屬下的一個無毒蛇種，主要分布於大洋洲的印尼、巴布亞新畿內亞及澳洲東北部。紫晶蟒是相當著名的爬蟲類動物，牠是澳洲當地體型最巨大的蛇類，也是世界上最巨型的數種蛇類之一。目前尚未有任何亞種被確認。

## 特徵
目前所知最巨大的紫晶蟒可以擁有超過8.5米的長度，但事實上這種長度的紫晶蟒並不常見，在當地一條長5.5米的紫晶蟒，已可視為巨型蟒蛇。體色多呈棕色，或以橄欖色及暗黃色為基調。眼睛較大，頭部有大片鱗片，吻部有熱能感應頰窩。與其它蟒蛇相比，紫晶蟒的軀體顯得較纖幼。其學名中的「紫水晶」（amethistina），是比喻其於光線下閃耀生輝的乳白色鱗片。

## 地理分布
紫晶蟒主要分布於印尼（包括摩鹿加群島等眾多群島及新畿內亞西部的大部分地區）、巴布亞新畿內亞（包括俾斯麥群島等地區）以及澳洲（包括托雷斯海峽、約克角半島北部及大分水嶺等地區）。標準產地未明。

## 習性
紫晶蟒主要棲息於雨林、林地及稀樹大草原中，包括印尼及澳洲昆士蘭的熱帶雨林。紫晶蟒是夜行型蛇類，擅長攀爬，幼蛇多棲息於大樹之上，成長後則多在陸地上活動，亦能於水源附近游弋。在交配高峰期，紫晶蟒的求偶表現相當積極進取，有些時候還會與同伴展開激烈的鬥爭。另外，紫晶蟒是卵生的蛇類，母蛇每次能產下5至21枚蛇卵。紫晶蟒是凶猛的蛇類，多以哺乳類動物（如齧齒目動物、小麋鹿）、鳥類、果蝠等為主要食物，有時甚至連一隻小袋鼠也可以吞下。

## 備註
1. 1 2  McDiarmid RW、Campbell JA、Touré T：《Snake Species of the World: A Taxonomic and Geographic Reference, vol. 1》頁511，Herpetologists' League，1999年。ISBN 1-893777-00-6
2. ↑  . 爬蟲學習資源.   [2019-02-16]. （原始内容存档于2020-08-19）.
3. 1 2  . 星島日報加東版. 2019-02-15  [2019-02-16]. （原始内容存档于2019-02-16） （中文（繁體））.
4. ↑  . ITIS. 2007  [18 September, 2007].

## 外部連結
- （英文）TIGR爬蟲類資料庫：紫晶蟒 （页面存档备份，存于）
- （英文）Bristolzoo：紫晶蟒
- 阿修羅爬蟲世界：冠叢莫瑞蟒